# Isabelle Manable
Pour les articles homonymes, voir Manable.
Isabelle Manable est une nageuse synchronisée française née le 30 août 1973.

## Biographie
Aux Jeux olympiques d'été de 1996 à Atlanta, elle obtient la cinquième place par équipes. Elle remporte la médaille d'argent par équipe aux Championnats d'Europe de natation à quatre reprises (1991, 1993, 1995 et 1997).